# Santuario della Madonna di Onea
Il santuario della Madonna di Onea, o chiesa dell'Ausiliatrice, è una chiesa cattolica situata a Borgo Valsugana, in provincia di Trento; è sussidiaria della parrocchiale della Natività di Maria di Borgo e fa parte dell'arcidiocesi di Trento.

## Storia

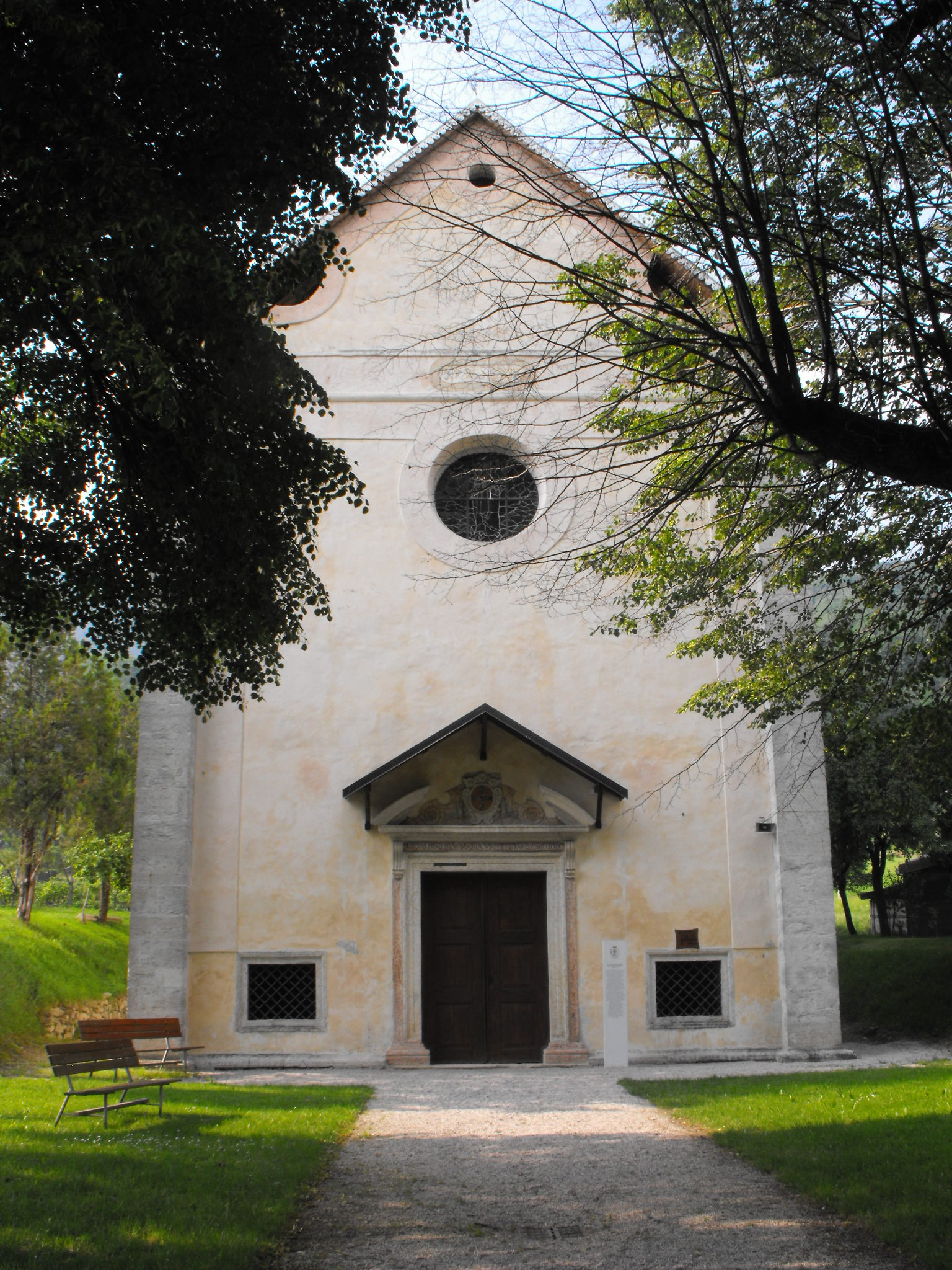
Vista frontale

Nei primi decenni del Seicento, tra la popolazione di Borgo era viva la devozione verso un affresco della Madonna dell'Aiuto ritenuto miracoloso, realizzato tra Quattro e Cinquecento in una edicola votiva situata più a monte di dove si trova la chiesa, tra i masi di Ronchi e Torcegno; durante una visita pastorale di Agostino Gradenigo del 24 settembre 1618, la popolazione chiese di poter costruire un santuario per meglio conservare l'immagine. Il vescovo espresse parere positivo già il 14 ottobre seguente, ma per avviare il cantiere era necessario che l'arciduca Leopoldo V approvasse i capitoli di fondazione, cosa che avvenne solo il 26 dicembre 1620; la primavera seguente le autorità civili e vescovili approvarono l'apertura del cantiere, e il 7 giugno 1621 venne posata la prima pietra, benedetta da don Giacomo Girardi, pievano di Borgo.
L'edificio, progettato dal pittore e architetto locale Lorenzo Fiorentini, venne eretto da maestranze trentine sotto la guida di maestri comacini, tra cui Giovanni Pietro Romerio. I lavori si protrassero per oltre vent'anni; tra le personalità che operarono nel cantiere si segnalano il tagliapietre Antonio Balino di Borgo (che tra il 1622 e il 1624 realizzò la facciata, il cornicione e le finestre), Giovanni Maria Menguzzo di Villa di Castello Tesino (che fece il tetto nel 1632) e lo stesso Lorenzo Fiorentini (che tra il 1636 e il 1639 affrescò l'interno). Generalmente si considera il 1639, data che appare incisa in facciata, come anno di completamento della chiesa, e il 19 maggio 1640 vi venne celebrata la prima messa, tuttavia i lavori proseguirono ancora per oltre un decennio: nel 1642 venne ultimato il portale (realizzato da Giovanantonio Parisi su disegno del Fiorentini), nel 1653-54 venne eretto il campanile (sotto la supervisione di Giovanni Pietro Romerio) e nel 1662 dovette essere rifatta la volta della navata che rischiava di crollare.
I decreti giuseppini del 1782 soppressero la chiesa, che venne venduta e trasformata in fienile. Il 18 settembre 1786 essa venne acquistata dal barone Carlo Ippoliti che, l'11 settembre 1787, ottenne dall'arciduca Giuseppe II di poterla restituire al culto (nel frattempo, dal 16 aprile 1786, il territorio di Borgo era passato dalla diocesi di Feltre a quella di Trento). Nel 1790 il barone Ippoliti donò la chiesa alla comunità di Borgo, dotandola di un capitale di duecento ragnesi con i quali far celebrare una messa annuale da parte di un sacerdote scelto dalla sua famiglia.
Sabato 1º luglio 1848, durante una celebrazione, il vicino torrente Rivo esondò, inondando la chiesa con fango e detriti: non si registrò alcuna vittima, ma la struttura venne gravemente danneggiata, e vari interventi di restauro e sistemazione si susseguirono per tutta la seconda metà dell'Ottocento. Altri lavori sono documentati nel 1921, nel 1932 (restauro degli affreschi e rifacimento delle coperture), 1948-50 (restauro e parziale sostituzione delle vetrate ad opera del pittore Scipione Ballardini), 2006-10 (restauro generale e sostituzione della pavimentazione).

## Descrizione

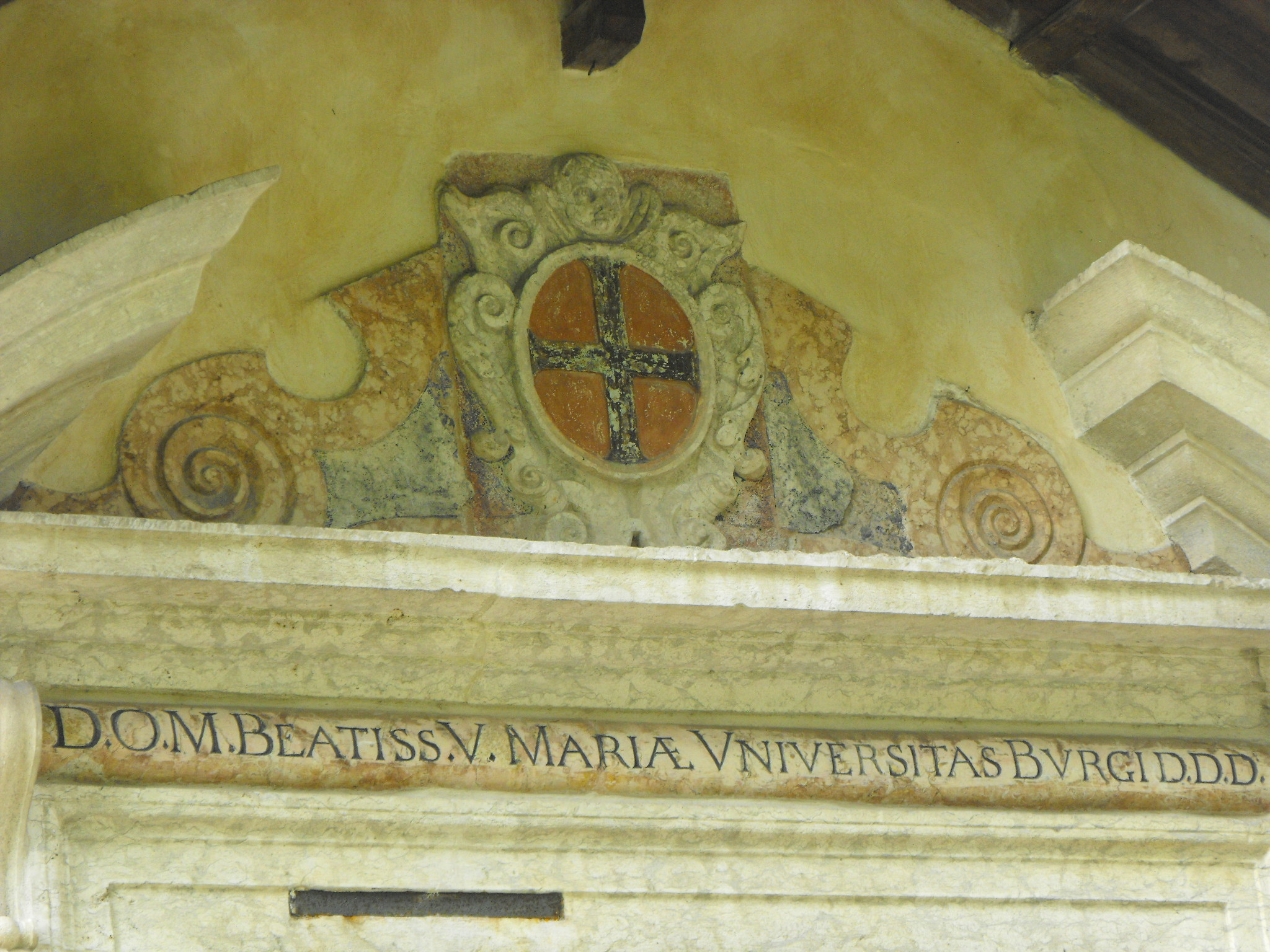
Il fregio sopra al portale d'ingresso

### Esterno
Il santuario, orientato verso nord, sorge lungo l'antica via imperiale che collegava Borgo a Roncegno, nella località di Onea. Si presenta con facciata a capanna, rinserrata tra due pilastri in pietra a vista sormontati da capitelli a "foglie di palma"; la parte sommitale consiste di un timpano forato da un piccolo buco circolare in cima, e contornato da una cornice interrotta da due depressioni a semicerchio sulle diagonali. Al centro della facciata campeggia il portale in marmo bianco e rosa, con timpano spezzato e uno scudo ellittico recante il simbolo di Borgo; sono presenti anche due finestrelle rettangolari ai lati del portale e un oculo in pieno centro. Il tetto ha struttura in legno e manto di scandole.
Le fiancate della chiesa sono simmetriche, ripartite da contrafforti in tre sezioni corrispondenti alle campate dell'interno, ciascuna delle quali ornata in alto da un oculo cieco. Vi sono quattro grandi finestre rettangolari, nelle prime e nelle terze sezioni, mentre dalle seconde sporgono i corpi delle nicchie laterali. Sul lato sinistro, accanto al presbiterio, si eleva il campanile: è una torre a base quadrata con cantonali in pietra a vista lungo il fusto, cella campanaria aperta da quattro monofore e cuspide piramidale in scandole.

### Interno

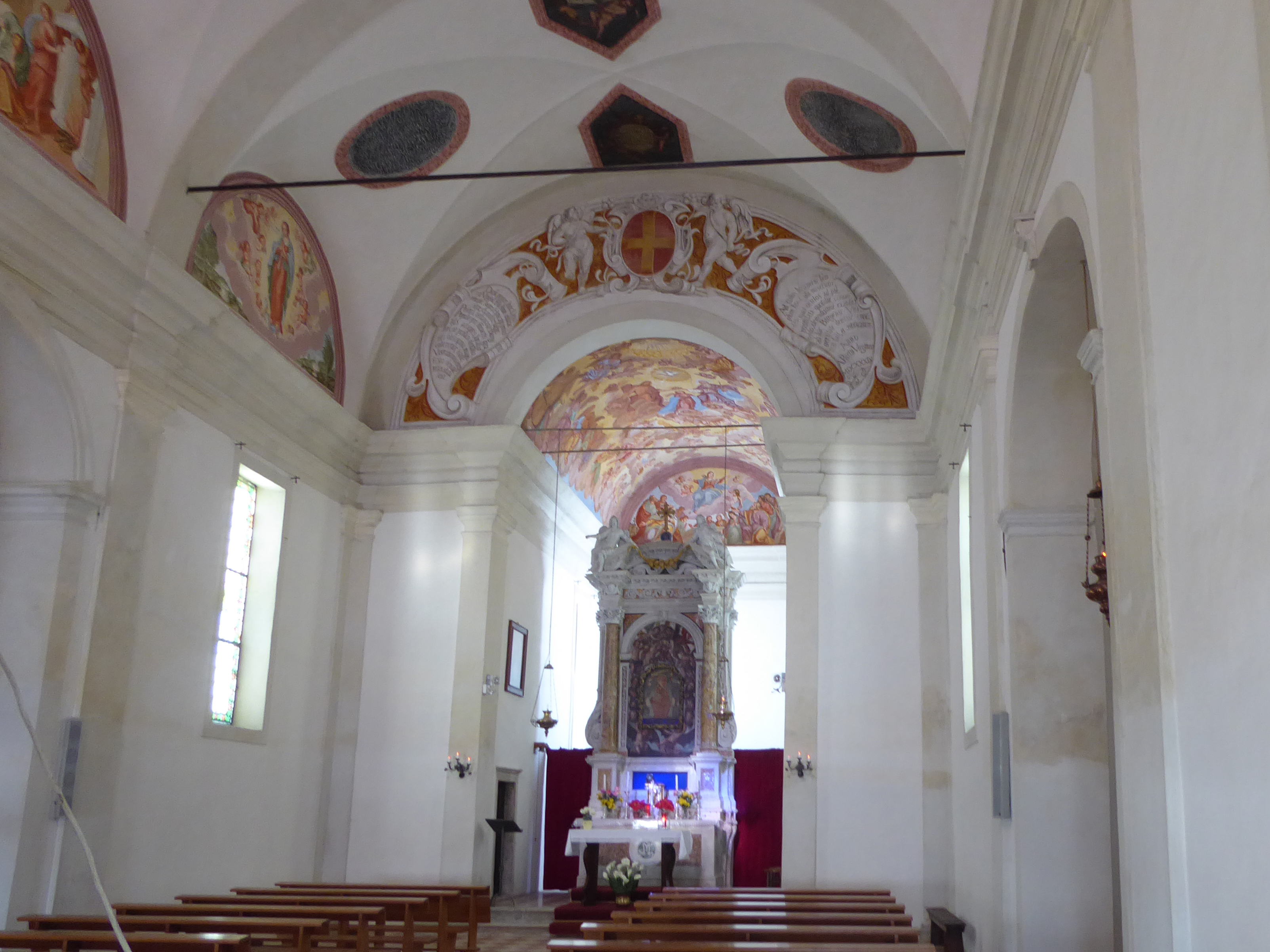
Interno

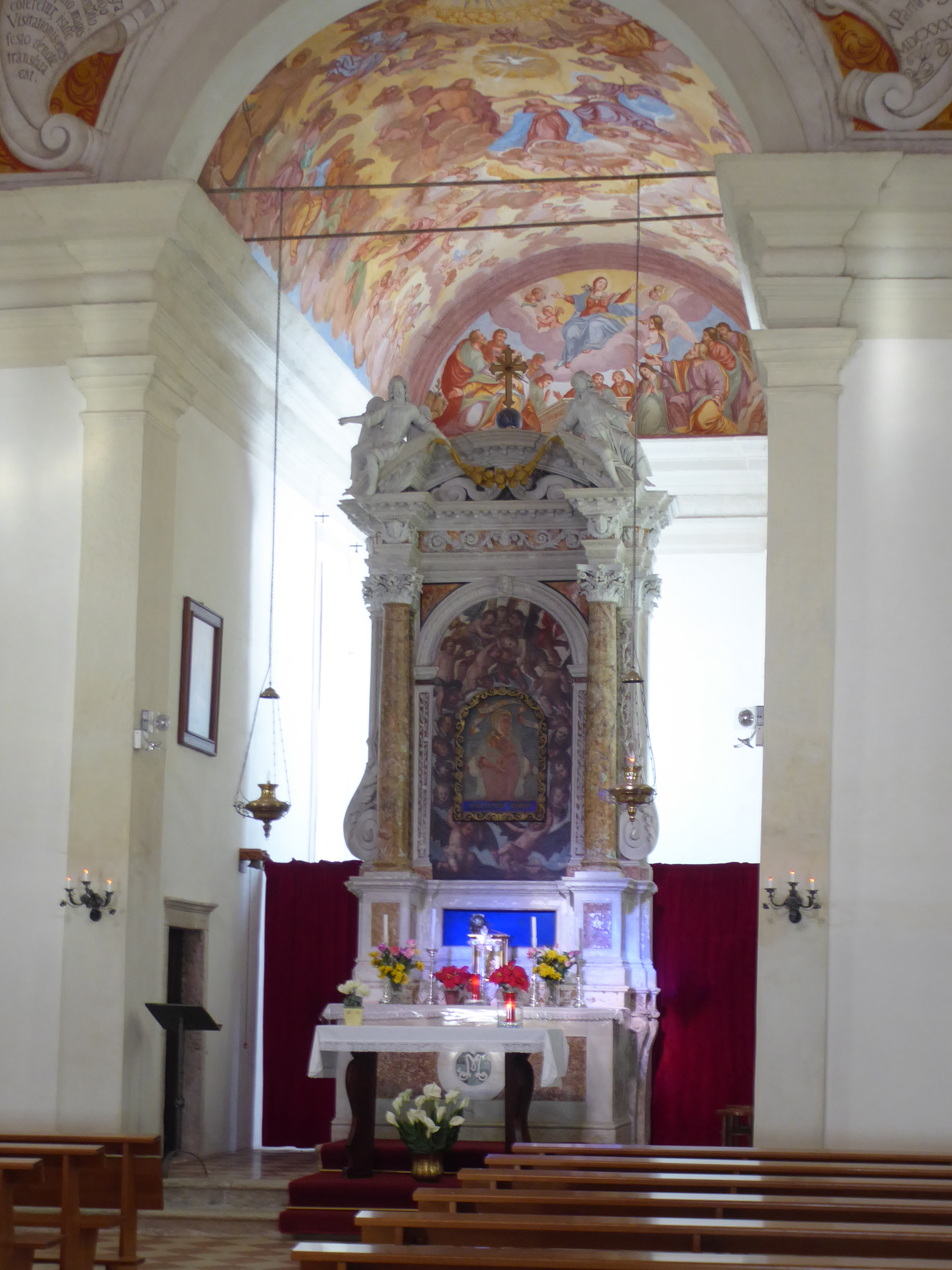
Il presbiterio e l'altare maggiore

L'interno è interamente pavimentato con quadrotte di pietra calcarea bianche e rosse disposte in corsi diagonali, e si articola in aula e presbiterio. L'aula è composta da un'unica navata, coperta da volta a botte lunettata rinforzata da catene in ferro, e divisa in tre campate da paraste tuscaniche; nella seconda campata, incorniciate in arcate a sesto ribassato, si aprono due nicchie simmetriche poco profonde, che ospitavano due altari laterali ora scomparsi: quello di sinistra, dedicato al Crocifisso, aveva una pala raffigurante Crocifissione, Madonna e santi e lo stemma della famiglia Semperpergher, mentro quello di destra era intitolato a san Girolamo, rappresentato sulla relativa pala.
In controfacciata è presente una cantoria, aggiunta nel corso dell'Ottocento, soretta da due colonne provenienti dal teatro vecchio di Borgo; essa è accessibile dall'esterno, tramite una porticina aerea che al momento non è provvista di scala. Ai lati delle colonne sono poste due acquasantiere in marmo intarsiato, destinate in origine alla pieve di Borgo e realizzate da Cristoforo Benedetti di Castione.
L'arco santo a pieno centro introduce al presbiterio, anch'esso a pianta rettangolare e voltato a botte, sopraelevato di due gradini; al suo interno trova posto l'imponente altare maggiore, opera barocca attribuita al capomastro della fabbrica della chiesa, Giovanni Pietro Romeri: nell'ancona, contornato da un dipinto ad olio raffigurante angioletti (opera del Fiorentini), è inserito l'affresco miracoloso, un'immagine della Madonna con Bambino con un cartiglio che recita ave regina celorum mater regis angelorum. Dietro l'altare vi è uno spazio adibito a sagrestia.
L'ambiente è impreziosito da vari affreschi raffiguranti episodi della vita di Maria, realizzati al termine della costruzione della chiesa da Lorenzo Fiorentini, con l'aiuto dei figli Francesco e Giacomo. La disposizione iconografica venne studiata seguendo un percorso ben preciso, di modo che alzando lo sguardo dall'altare il fedele segua passo passo la storia mariana: le immagini partono con l'Immacolata Concezione, la natività di Maria e la presentazione al tempio (nelle lunette in cornu Evangelii), proseguono con lo Sposalizio, l'Annunciazione e la Visitazione (lunette in cornu epistolae), l'adorazione dei Magi (controfacciata) esi concludono con l'Assunzione (lunetta absidale) e l'Incoronazione (volta del presbiterio). Sulla volta della navata sono dipinti angeli che soreggono cartigli con passi della vita e virtù di Maria, riferiti agli affreschi delle lunette; erano presenti anche sei dipinti ovali raffiguranti i quattro evangelisti e i santi Pietro e Paolo, rubati a fine Ottocento e sostituiti con vistose cornici in stucco dipinte a guisa di marmo ammonitico, a scopo riempitivo. Sull'arco santo campeggiano, su un fondale damascato a motivi vegetali, due angeli e tre scudi: uno con lo stemma della comunità di Borgo, e gli altri due con un testo latino riferito alla costruzione della chiesa che, tradotto, recita: essendo state esaudite le preghiere dei fedeli alla Vergine Madre di Dio, esposta in precedenza in un luogo remoto sopra Honea, e in seguito trasferita in questo luogo nel giorno della sua Visitazione fra le acclamazioni del popolo di Borgo, grato per le innumerevoli grazie ricevute, affinché fosse maggiormente e degnamente onorata. In suo onore -nel luogo dove volgendo quotidianamente i suoi occhi misericordiosi alle pie richieste, le esaudisce in modo clementissimo- la Comunità di Borgo decise di erigere e costruire questo tempio in posizione più favorevole. Oltre a questi, in controfacciata è presente anche lo stemma della famiglia Ippoliti, dipinto probabilmente nel 1790 e parzialmente oscurato dal ballatoio della cantoria.